# Basilica di San Francesco (Siena)

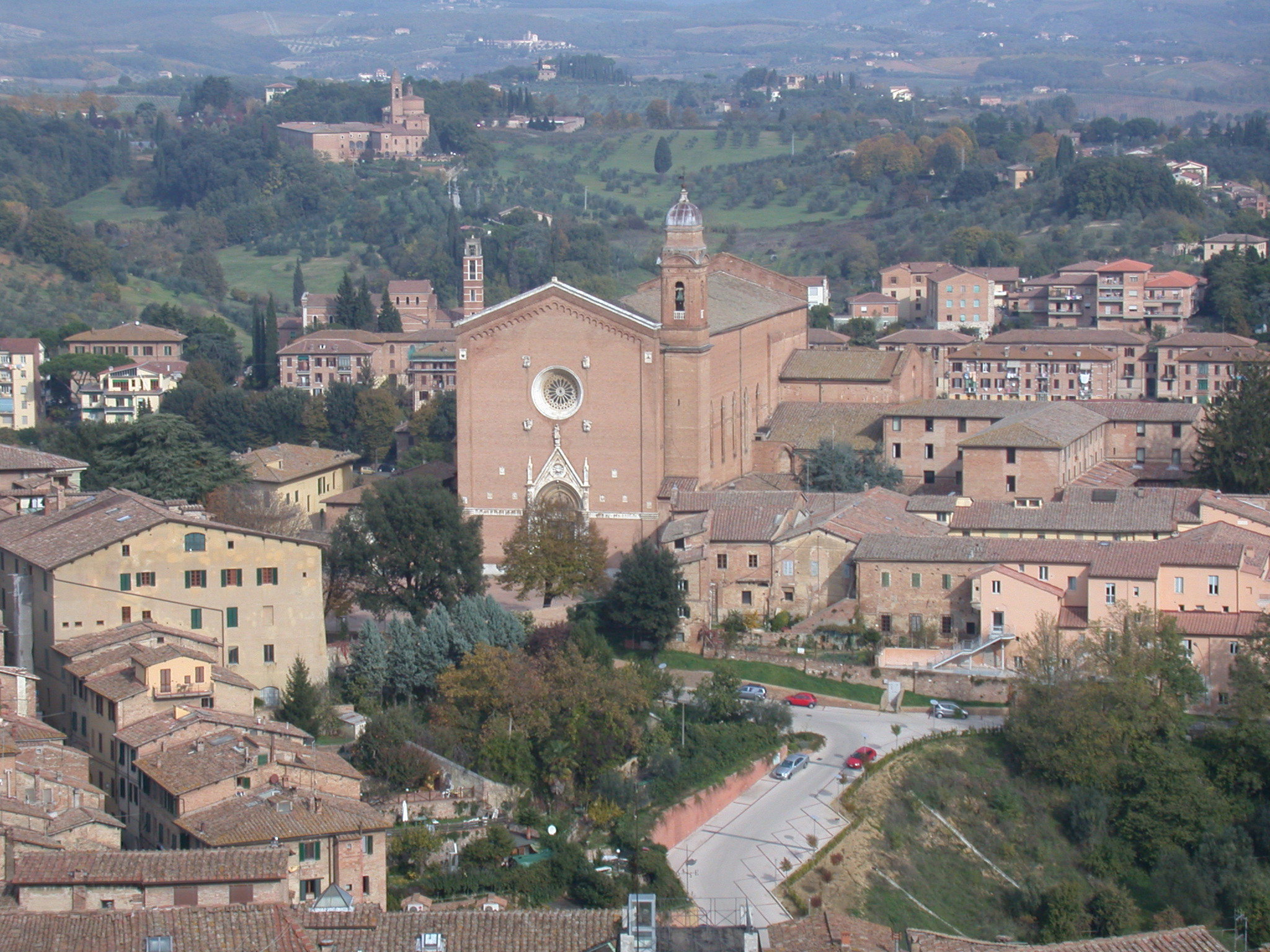
La basilica di San Francesco vista dalla Torre del Mangia

La basilica di San Francesco è tra le più importanti chiese di Siena, situata in piazza San Francesco. Eretta nel XIII secolo in stile romanico fu ingrandita nei due secoli successivi nell'immensa struttura gotica attuale. Conserva al suo interno la pisside con le Sacre Particole. La Basilica Santuario è officiata dall'Ordine dei Frati Minori Conventuali.

## Storia
I francescani arrivarono a Siena immediatamente dopo la morte di san Francesco d'Assisi, avvenuta nel 1226. Tra il 1228 e il 1255 si registra la costruzione di una prima chiesetta nel sito in cui ora sorge la basilica. L'edificio attuale fu costruito tra il 1326 e il 1475 in forme gotiche, ingrandendo una chiesetta preesistente. Nel Quattrocento prese parte al progetto forse Francesco di Giorgio Martini. Nel 1655 un incendio rovinò la chiesa, lasciandola malridotta per oltre due secoli: vennero effettuati restauri e aggiunte barocche che si integrarono poco con la struttura preesistente. Nel 1763-1765 si provvide alla costruzione del campanile attuale, su progetto di Paolo Posi.
Nel 1855, a seguito delle soppressioni degli Ordini religiosi realizzate in epoca napoleonica, il complesso conventuale passò in proprietà all'Arcidiocesi di Siena che ne fece sede del Seminario Arcivescovile. Nel 1968 l'antico Convento adiacente alla Basilica fu acquistato dall'Università di Siena, dove oggi ha sede il Dipartimento di Economia, politica e statistica.
La chiesa fu radicalmente modificata con una campagna di restauri che ebbe inizio alla fine del XIX secolo, realizzando un progetto in stile neogotico secondo il gusto ottocentesco. I lavori furono affidati a Giuseppe Partini per gli interni (1885-1892) e a Vittorio Mariani e Gaetano Ceccarelli per la realizzazione della nuova facciata (1894-1913).
La chiesa fu eretta in Basilica minore da papa Leone XIII a motivo della conservazione del Miracolo eucaristico.

### Il miracolo delle Sacre Particole

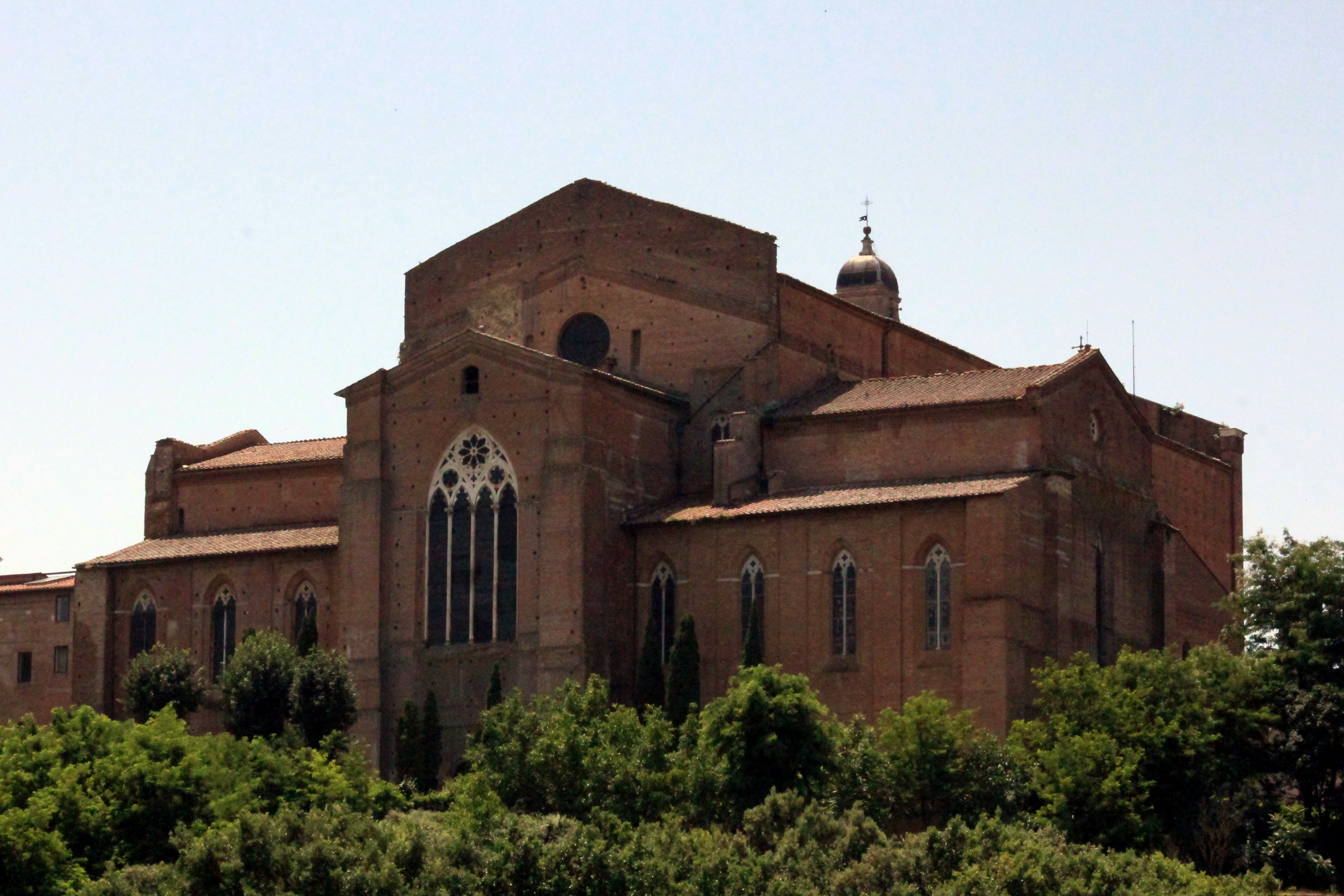
Veduta esterna dell'abside e del transetto

Il 14 agosto 1730 venne rubata dalla basilica una pisside con 351 particole (ostie) consacrate. Tre giorni dopo, il 17 agosto, le particole vennero ritrovate nella cassetta delle elemosine della vicina Collegiata di Santa Maria in Provenzano (non si conoscono i motivi del furto, né della restituzione da parte del ladro). Durante la messa, al momento dell'elevazione, un chierichetto si fermò davanti a una cassetta per elemosina e scorse del bianco; aperta, vi furono trovate le ostie. Per motivi igienici venne deciso di non consumare le particole, in quanto la cassetta in cui vennero ritrovate era piena di polvere e ragnatele. Le ostie vennero riportate il giorno dopo con una grande processione in San Francesco. I fedeli chiesero di conservare le particole per poterle adorare a fini riparatori. Le ostie vennero messe prima in un corporale poi, dopo la visita canonica del Padre Generale, in una nuova pisside fatta sigillare. Dopo circa trent'anni, la pisside fu aperta e si constatò che le ostie erano integre e intatte; non ci si pose il problema, fu chiusa e posta nel tabernacolo. Circa 12 volte fu fatta questa operazione. Dopo oltre 280 anni le particole sono ancora integre, a dispetto della loro normale natura a ridursi in poltiglia e polvere entro circa due anni. Nel 1914, al momento della riapertura, ci si meravigliò che le ostie fossero ancora intatte. Papa Pio X, pochi mesi prima di morire, fece eseguire analisi chimiche e biologiche effettuate nello stesso anno dal professor Siro Grimaldi e dal fisico Enrico Medi dimostrarono come le particole erano ancora composte da farina di pane azzimo, sostanza facilmente deperibile che rimase inalterata nell'aspetto, prive di batteri, acari e muffe, che invece avevano attaccato le pareti interne della pisside che le conteneva. 
Le particole sono conservate in inverno e in estate in due cappelle diverse all'interno della basilica, rispettivamente nel transetto destro e sinistro. Delle 351 particole originarie ne sono rimaste poco più di 200, "non perché - come scrive Vittorio Messori - quelle che mancano siano state distrutte dal tempo ma perché, fra le tante "prove" eseguite, ci fu anche il comunicare con esse delle persone che ne saggiassero il gusto. Che è risultato, esso pure, non alterato".
Il 10 settembre 2014, a cento anni dall'ultima analisi, è stata effettuata una nuova ricognizione sulle ostie, che «conferma che le sacre particole conservate nella basilica di San Francesco, a Siena, si stanno ancora mantenendo miracolosamente intatte, contro ogni legge naturale".

### Interpretazione
La Chiesa cattolica attribuisce questo fenomeno soprannaturale alla Presenza Reale e permanente del Corpo di Gesù nelle particole consacrate, in accordo con il dogma eucaristico cattolico. I credenti cattolici considerano tale miracolo permanente, nel quale le ostie non appaiono deteriorate lungo i secoli, come una prova della dottrina tradizionale della transustanziazione, formulata da san Tommaso D'Aquino che soggiornò a Siena ed ebbe fra i suoi discepoli il beato e nobile senese Ambrogio Sansedoni.

## Facciata
La chiesa medievale gotica del 1326-1475 aveva una facciata coperta di fasce di marmo bianche e verdi, nello stile delle pareti laterali esterne del Duomo di Siena, un portale quattrocentesco di Francesco di Giorgio Martini e un rosone dello stesso autore. I lavori di restauro intrapresi alla fine del XIX secolo portarono alla sostituzione di tale facciata, ormai rovinata, con quella attuale in stile neogotico, fatta con laterizi e assai sobria. Tra le poche decorazioni si trovano un portale cuspidato in marmo che raffigura, nella lunetta, San Francesco e san Bernardino in adorazione della Vergine col Bambino due angeli ai lati e, in cima alla cuspide, il Cristo con la croce. Ai lati del rosone si trovano i simboli dei quattro evangelisti. Gli stemmi disseminati sulla facciata, anch'essi in marmo, rappresentano la città di Siena e le famiglie che hanno contribuito al mantenimento e restauro della chiesa. Il rosone è l'unico elemento antico, ereditato dalla facciata quattrocentesca di Francesco di Giorgio Martini.

## Interno

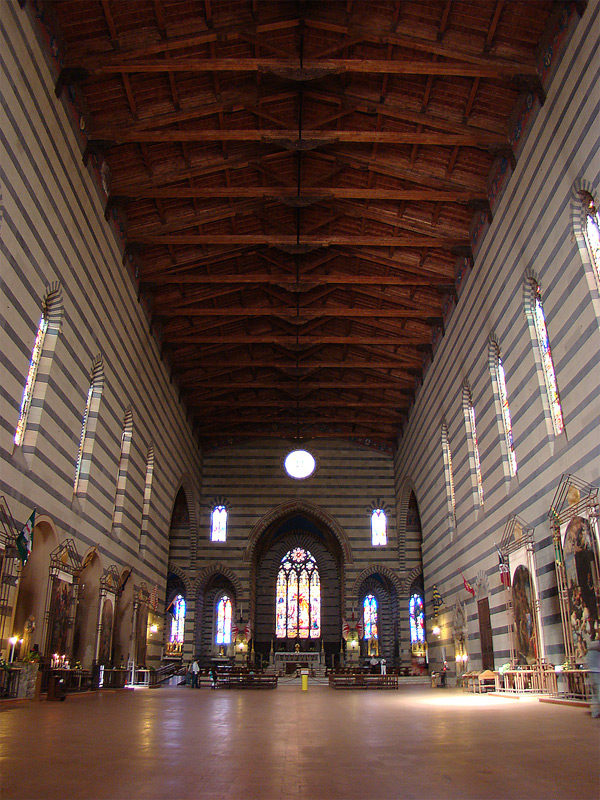
La navata

L'edificio presenta una pianta a croce egizia, con unica navata ampia coperta a capriate e senza cappelle sporgenti, un transetto anch'esso coperto a capriate e molte cappelle voltate a crociera su entrambi i lati, tutte terminanti con una parete piatta piuttosto che semicircolare. Essendo la pianta a croce egizia manca un coro ed un'abside, sostituito da una cappella centrale simile alle altre del transetto, se si eccettua la maggiore dimensione. Tale pianta seguiva lo schema dell'architettura cistercense ed era un semplificato modello architettonico degli ordini mendicanti, che mirava ad un tempo a creare un ambiente di estese dimensioni, estremamente adatto alla predicazione ad una vasta folla di fedeli, e dall'altro ad eliminare gli eccessi decorativi.
Tutte le pareti interne sono caratterizzate da fasce di marmo bianco e verdi, sull'esempio del Duomo della stessa città. In seguito all'incendio del 1655 e al ripristino ottocentesco, l'ambiente interno è cambiato molto rispetto al passato, appare quasi disadorno, nonostante la recente ricollocazione dei dipinti originariamente ubicati negli altari barocchi demoliti nel XIX secolo.
La proiezione verticale della navata è a due fasce con altari nella prima e finestre gotiche con vetrate nella seconda, bifore lungo la navata e una grande quadrifora absidale. Tali vetrate sono ben 36, in tutta la chiesa, e furono fatte dalla vetreria F. Zettler di Monaco di Baviera intorno al 1885-1890. Di queste, 25 sono state rifatte dalla stessa vetreria poco dopo la seconda guerra mondiale, essendo state distrutte dai bombardamenti.

### Controfacciata
In controfacciata si conservano i resti di due sepolcri trecenteschi e, in alto, due grandi affreschi frammentari staccati rispettivamente da Porta Romana e Porta dei Pispini: l'Incoronazione della Vergine, iniziata dal Sassetta nel 1447 e terminata da Sano di Pietro nel 1450 (a sinistra), e la Natività di Cristo eseguita dal Sodoma nel 1531 (a destra).

### Lato sinistro della navata
Numerose sono le opere di questo lato della navata. Degno di nota è il portale rinascimentale che si incontra all'inizio della navata. Fu disegnato da Francesco di Giorgio Martini intorno al 1450 per la facciata esterna e qui trasferito dopo i restauri dei secoli XIX-XX (il dipinto ad olio su legno raffigurante San Padre Pio è opera moderna di Ezio Pollai del 1996).
Interessanti sono anche i bassorilievi in marmo raffiguranti la benedizione della prima pietra e, più avanti, San Francesco che benedice gli uccelli e San Francesco che appare a Gregorio IX, tutte opere di fine-Duecento recuperate dalla vecchia chiesa romanica e murate su questa parete.
Al termine della parete troviamo un affresco staccato raffigurante la Crocifissione di Girolamo di Benvenuto (fine XV-inizio XVI secolo).
Le sei pale sono opere di pittori dei secoli XVI-XVII inclusi Alessandro Casolani e Ilario Casolani, Jacopo Zucchi, Pietro Sorri, Pietro da Cortona, un pittore vicino a Deifebo Burbarini, e Dionisio Montorselli.

### Lato destro della navata
All'inizio del lato destro della navata è presente, entro una lunetta, una Visitazione e santi di pittore senese del primo Quattrocento. Più avanti si vedono in un nicchione altri frammenti di affreschi attribuiti ad Andrea Vanni (seconda metà del XIV secolo) in cui si riconoscono Santa Caterina d'Alessandria, Santa Margherita, San Gherardo, Santa Chiara, San Giovanni Battista e San Francesco che riceve la stimmate.
Alla fine della parete il crocifisso ligneo della fine del Duecento è una delle opere più antiche della chiesa, sopravvissuto miracolosamente all'incendio del 1655.
Le tre tele sono opere minori dei secoli XVI-XVII di Giuseppe Nicola Nasini, Giovan Battista Ramacciotti, ed Alessandro Casolani insieme a Vincenzo Rustici.
Dopo il portale laterale è presente la tomba dei Tolomei, qui trasportata dall'esterno; una lastra nel pavimento è additata tradizionalmente come tomba di Pia de' Tolomei.

### Cappella Maggiore

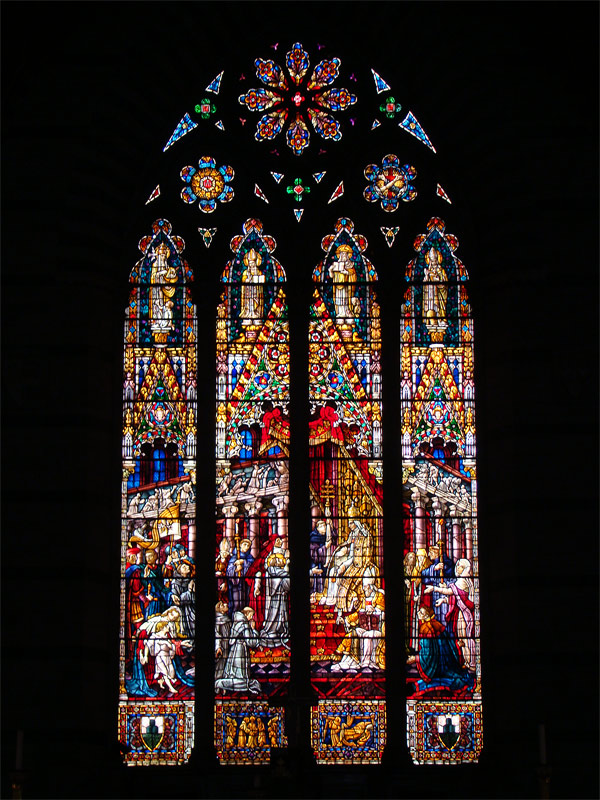
La vetrata della Cappella maggiore

Contiene un altare moderno in marmo disegnato da Giuseppe Partini e scolpito da Leopoldo Maccari (XIX secolo) e una bellissima vetrata, la maggiore della chiesa nonché una delle più belle vetrate moderne. Raffigura l'approvazione di Papa Onorio III della regola di San Francesco ed è opera della Vetreria F. Zettler di Monaco di Baviera del 1889 (rifatta dalla stessa vetreria nel 1952).
Sulla parete sinistra sono esposti due busti raffiguranti i genitori del papa senese Pio II, Silvio Piccolomini e Vittoria Forteguerri. Sono i resti delle tombe dei genitori del pontefice, commissionate dal pontefice stesso ad Antonio Federighi nel 1459, per onorare la memoria dei genitori scomparsi. Per l'occasione i corpi furono trasferiti da Pienza a questa chiesa.

### Cappelle del transetto

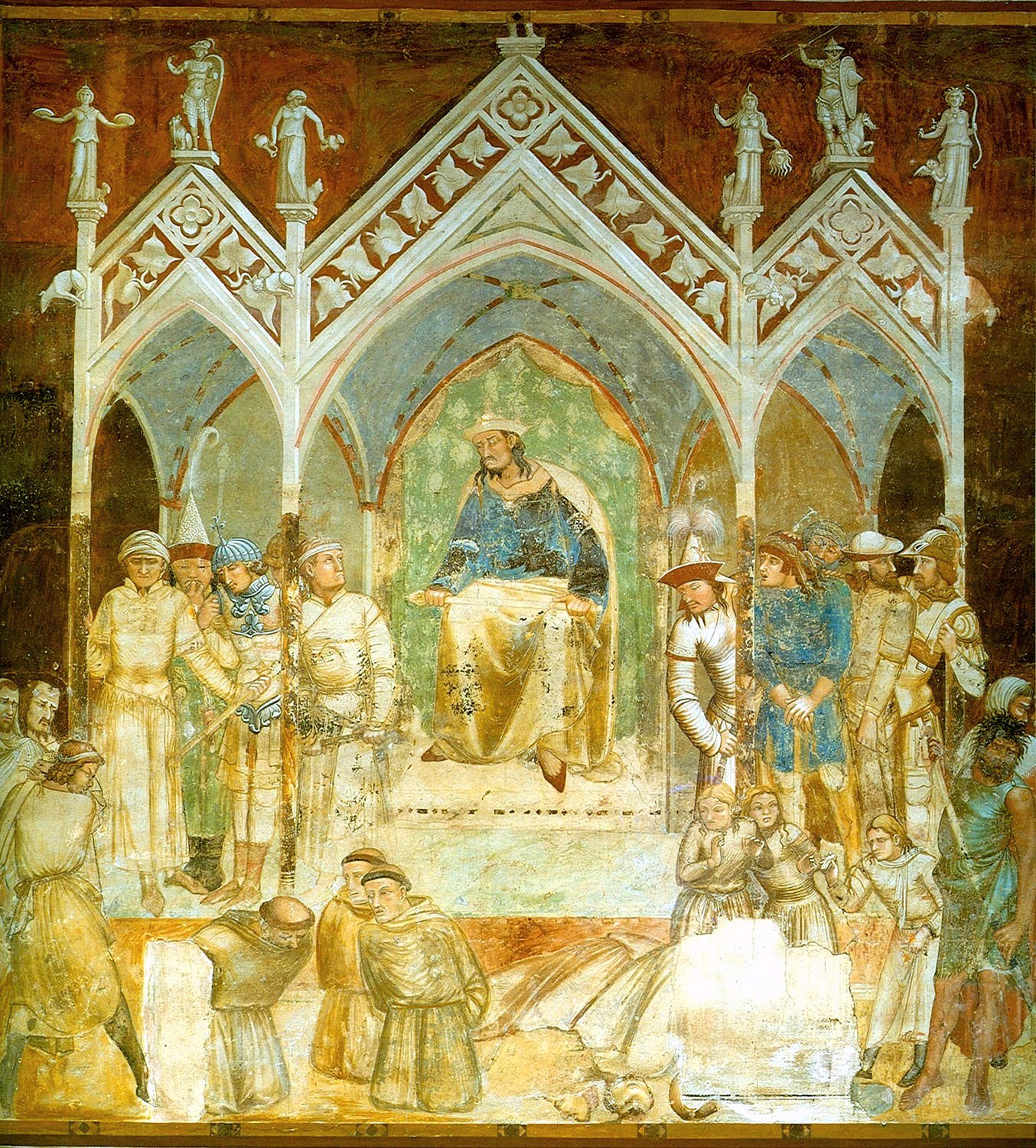
Ambrogio Lorenzetti, Martirio di sei frati francescani

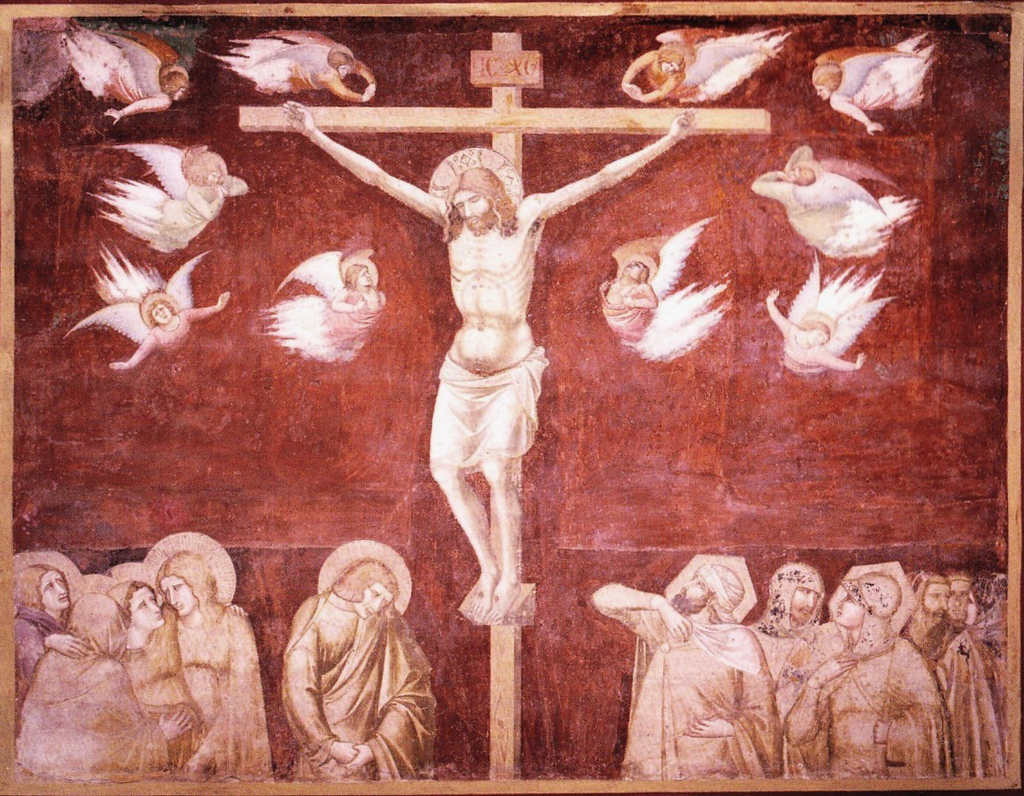
Pietro Lorenzetti, Crocifissione

I maggiori tesori della chiesa si trovano proprio nelle otto cappelle del transetto ai lati della Cappella Maggiore (quattro a destra e quattro a sinistra).
Partendo dalla prima cappella che si trova vicino alla parete di fondo a sinistra, è da segnalare un affresco staccato dal chiostro del convento, dipinto da Jacopo di Mino del Pellicciaio prima del 1396 e raffigurante la Maestà. Nella seconda cappella si trovano due affreschi di Ambrogio Lorenzetti staccati dalla Sala Capitolare del convento e risalenti al 1335-1340. Raffigurano storie di frati francescani e precisamente il Martirio di sei frati francescani (a sinistra) e San Ludovico di Tolosa si congeda da papa Bonifacio VIII (a destra). Nella quarta cappella c'è invece un'opera del fratello di Ambrogio, Pietro Lorenzetti, un altro affresco staccato dalla Sala Capitolare e raffigurante la Crocifissione (1336-1337 circa).
Nella quinta cappella, la prima dopo la cappella maggiore centrale, una Madonna col Bambino di Andrea Vanni (1398) risulta annerita, nonostante i recenti restauri, a causa dell'incendio del 1655. Questo dipinto e il crocifisso ligneo della navata sono le uniche opere “infiammabili” che si trovavano nella chiesa prima dell'incendio e a questo sopravvissute. La sesta cappella reca sulla parete destra il monumento funebre in marmo al cavaliere Cristoforo Felici, realizzato da Urbano da Cortona nel 1463. Nella cappella successiva da ammirare, sulla parete destra, un bassorilievo in marmo del 1340 circa di Giovanni d'Agostino, l'artista che copriva la carica di capomastro dell'Opera del Duomo in quegli anni. Rappresenta l'Assunzione di Maria. Nella stessa cappella, il polittico moderno neogotico al centro è degno di nota per essere una delle poche opere raffigurante san Massimiliano Maria Kolbe, il padre francescano deportato ad Auschwitz che volle sostituirsi volontariamente ad un condannato a morte. La figura di Kolbe si trova a destra nel polittico ed è un'aggiunta di Aldo Marzi (1973) ad un polittico precedente di Pietro de Pezzatis (1898) con la Madonna e san Francesco.
Il transetto contiene altre quattro cappelle sul lato opposto rispetto a quelle già descritte. Di queste la seconda e la quarta, numerate a partire dalla parete sinistra di fondo, preservano le Sacre Particole profanate nel 1730 e rimaste da allora miracolosamente incorrotte. Le particole vengono collocate nella seconda e quarta cappella in estate ed inverno, rispettivamente. La seconda cappella “estiva” fu realizzata da Lorenzo di Mariano detto il Marrina nel 1504, ma fu rifatta interamente nel XIX secolo. Dell'apparato originario rimane però soltanto il pavimento a graffito con le quattro Virtù cardinali. La quarta cappella “invernale” è decorata sulla sinistra da un finto polittico ad affresco della seconda metà del Trecento di Lippo Vanni, raffigurante la Madonna col Bambino e santi, staccato dal convento.

### Le bandiere delle contrade nella basilica
Dalle pareti della navata penzolano le bandiere delle contrade di tutta la città, come avviene in altri edifici religiosi di Siena. Trovandosi la basilica sulla linea di confine tra il territorio della contrada della Giraffa e di quello della contrada del Bruco, alle due contrade spettano il patronato di due cappelle molto importanti della chiesa, rispettivamente la Cappella Maggiore e la Cappella estiva delle Sacre Particole. In entrambi i casi i pilastri di ingresso della cappella esibiscono quattro bandiere della contrada che ne ha il titolo (due per pilastro). Le bandiere delle rimanenti contrade di Siena sono qui presenti in ragione del fatto che la Basilica è considerata uno dei luoghi legati al cerimoniale religioso contradaiolo durante l'anno.

### Sagrestia
Si accede alla sagrestia dal transetto destro. Essa conserva un lavabo cinquecentesco tra affreschi di Angeli del Sodoma.

## Il convento
Il convento di San Francesco venne eretto nel XV secolo e ingrandito nel 1518. Dopo la secolarizzazione è stato adibito a sede della facoltà di Economia dell'Università degli Studi di Siena e della Biblioteca del circolo giuridico, che vanta oltre 177.000 volumi e opuscoli, 1000 cinquecentine e numerosi manoscritti.

## Opere già in San Francesco
- Domenico Beccafumi, Discesa di Cristo al Limbo, oggi nella Pinacoteca nazionale di Siena